# Скореновац
Скореновац (серб. Скореновац) — деревня в Сербии, входит в Южно-Банатский округ автономного края Воеводина.

## Географические особенности
Скореновац расположен в периферийной области Банат на лёссовой террасе на 77 м над уровнем моря. Строительство первого дома на месте нынешнего Скореновца началось в 1883 году, после большого наводнения, которое обрушилось на деревни, расположенные на Дунае. Железная дорога находится в 6 км, и через Банатски Брестовац, Омольицу деревня связана с Панчево.

## Исторические названия мест и регионов
Исторические названия региона:
- Скореновец терра — Zkorenovetz Terra (1412);
- Скореновец пуста — Zkorenocz Puszta;
- Вила регалис — Villa Regalis (1428);

Название деревни в истории:
- Надьдьердьфалва — Nagygyörgyfalva (1883—1886) (венгерское название);
- Скореновац — Skorenowatz (имя использовалось немцами в разное время);
- Секелькеве — Székelykeve (1886—1922). Секелькеве в переводе означает «деревня Секеиа»;
- Скореновац — Skorenovac (с 1922).

## Народонаселение и демография
В Скореновце, согласно данным переписи 2022 года, проживает 1344 человека. В 2002 году численность населения составляла 2035 человек. На 2002 год средний возраст составляет 39,4 года (37,7 для мужчин и 41,2 для женщин). В селе есть 953 домашних хозяйств, среднее число человек на домохозяйство 2,70. В течение последних переписей наблюдается уменьшение общей численности населения.
Село населяют преимущественно венгры. Скореновац является самым южным местом в мире, где венгры составляют большинство населения.
| Год  | Число жителей | Венгры  | Немцы   | Болгары | Сербы  | Словаки | Югославы |
| 1910 | 4 541         | 73,31 % | 11,94 % | 9,69 %  | 1,26 % | 2,53 %  | 0,00 %   |
| 1921 | 4 195         | 81,83 % | 7,34 %  | 10,27 % | 0,36 % | 0,05 %  | 0,00 %   |
| 1948 | 4 465         | 84,46 % | 0,70 %  | 11,22 % | 3,18 % | 0,05 %  | 0,00 %   |
| 1991 | 3 213         | 80,36 % | 0,15 %  | 2,53 %  | 9,40 % | 0,03 %  | 3,36 %   |
| 2002 | 2 501         | 86,71 % | 0,07 %  | 2,99 %  | 5,47 % | 0,00 %  | 1,04 %   |
| 2011 | 2 596         | %       | %       | %       | %      | %       | %        |

Также в Скореновце живут албанцы, македонцы, мусульмане, цыгане, румыны, словенцы, украинцы и хорваты.

### Население и число домашних хозяйств по переписи
| Год                | 1869  | 1875    | 1880  | 1900  | 1910  | 1915  | 1921   | 1931  | 1936  | 1939  |
| Число жителей      | 396   | Н/П     | 298   | 3.399 | 4.541 | 4.486 | 4.195  | 4.099 | 4.366 | 4.271 |
| Число домохозяйств | Н/П   | 265 дом | Н/П   | 664   | 853   | Н/П   | 847    | 927   | Н/П   | Н/П   |
| Год                | 1942  | 1948    | 1953  | 1961  | 1971  | 1981  | 1991\| | 2002  | 2011  | -     |
| Число жителей      | 4,271 | 4.465   | 4.403 | 4.306 | 4.021 | 3.731 | 3.213  | 2.501 | 2.596 | -     |
| Число домохозяйств | 1.020 | 1.069   | 1.105 | 1.143 | 1.119 | 1.328 | 1.086  | 953   | 989   | -     |